# بردلی امبوندو
بردلی امبوندو (انگلیسی: Bradley M'bondo؛ زادهٔ ۳۰ اکتبر ۲۰۰۱) بازیکن فوتبال است.